# Johan Hisinger
Johan Hisinger, född 31 januari 1727 i Sankt Nikolai församling, Stockholm, död 19 maj 1790 i Ingå, var en finsk och svensk bruksägare och bergsråd. 
Johan Hising var son till Mikael Hising av släkten Hising och Margareta Frodbom. Han studerade först vid Uppsala universitet, där han inskrevs vid tio års ålder, och blev 1747 auskultant i Bergskollegium i syfte att införskaffa erforderliga kunskaper för att kunna efterträda fadern vid dennes bruksrörelser. Han ägnade sig huvudsakligen åt gruvmätningar och bergmästaresysslor, samt företog flera studieresor. Han fick 1759 namnet av assessor vid Bergskollegium, samt titeln bergsråd år 1778.
Fadern avled 1756, och Johan Hising, som han ännu hette, köpte då upp kusinernas andelar i Fagervik, Billnäs och Skogby samt ärvde Ingemarshov. Det senare sålde han dock till Samuel Sandels. Två år senare bosatte han sig på Fagervik, där han genom förbättringar bidrog till att öka brukets produktion och ge det en ställning som största producent av bleckplåt i det svenska riket, delvis beroende på högkonjunkturen som följde av sjuåriga kriget och hjälp av Sven Rinman. Han lät uppföra den slottsliknande huvudbyggnaden och anlade stora trädgårdar. Konjunkturen vände dock, och Hising ägnade sig därefter åt svart plåt och stångjärn. Vid sidan av bergsbruken var Hising intresserad av jordbruk, och var en föregångsman med kärrodling, och uppmärksammades för sina försök med utdikning.
Han adlades 1770 och antog namnet Hisinger med nummer 2002.  Åtta år senare blev han riddare av Vasaorden, vilket torde bero på att han som medlem i Hattpartiet stödde Gustav III:s statskupp. Brorsonen Wilhelm Hisinger adopterades 1780 på adliga ätten Hisinger. Finska grenen av släkten immatrikulerades på finska riddarhuset 1818 med nummer 141. En medlem av den finska släkten blev 1819 friherre med nummer 29.
Hisinger understödde Kungliga Akademien i Åbo med donationer och var allmänt intresserad av undervisning. Till sönernas informatorer hade han dels Henrik Gabriel Porthan, dels Carl Jonas Love Almqvist, och hans son Mikael stod modell för Hugo Löwenstierna i Törnrosens bok.
Johan Hisingers första hustru var borgardottern Magdalena Catharina Wittfoth från Åbo, och sedan hon avlidit gifte han om sig med Elisabeth Krook. En dotter i första äktenskapet gifte sig först med Gustav III:s gunstling Johan Fredrik Aminoff, men skilde sig från honom och gifte sig med den franske Marechal de Camps greve de Lancy. Sonen Michaël Hisinger blev rysk-finsk friherre och ryttmästare vid Adelsfanan.